# 西荻弓絵
西荻 弓絵（にしおぎ ゆみえ、9月3日 - ）は日本の脚本家、作家。東京都出身。慶應義塾大学文学部卒業。

## 経歴
1991年、『水の記憶 MEMORY OF WATER』でデビュー。
1993年、『ダブル・キッチン』が大ヒットして最高視聴率30.7％を記録。
1994年、『スウィート・ホーム』がヒット。ドラマの影響で「お受験」が一般に浸透する。
1999年、『ケイゾク』がコアなファンから人気を集め、2000年には映画化（『ケイゾク/映画 Beautiful Dreamer』）され、ヒット作となる。
2010年、『ケイゾク』の世界観や設定を引き継いだ『SPEC』を発表（こちらも『劇場版 SPEC〜天〜』『劇場版 SPEC〜結〜 漸ノ篇/爻ノ篇』として映画化された）。
2015年、『民王』が話題となる。
『ジョンQ -最後の決断-』のノベライズ（小学館文庫）なども手がけている。

## 作品

### テレビドラマ
- 水の記憶 MEMORY OF WATER（1991年、TBS）
- ダブル・キッチン（1993年、TBS）
  - ダブル・キッチンお正月スペシャル 花岡家ハワイに行く 壮絶バトル!ハワイ産玉のれんと鼓初登場（1994年、TBS）
- 誰にも言えない（1993年、TBS）- 企画協力
- スウィートホーム（1994年、TBS）
- グッドモーニング（1994年、フジテレビ）
- 家族の食卓'95 愛、絆そして一番大切なもの（1995年、フジテレビ）
- 金曜日の離婚したい妻たちへ（1995年、TBS）
- 僕らに愛を!（1995年、フジテレビ）
- キャンパスノート（1996年、TBS）
- ドラマ新銀河 家族注意報!（1996年、NHK）
- シングルス（1997年、関西テレビ）
- 花王 愛の劇場 （TBS）
  - 39歳の秋（1998年）
  - すずがくれた音（2004年）
  - うちはステップファミリー（2005年）
  - いい女（2006年）
- ケイゾク（1999年、TBS）
  - ケイゾク／特別篇 PHANTOM〜死を契約する呪いの樹（1999年、TBS）
- 遠い親戚 近くの他人?（1999年、NHK）
- 恋の手裏剣（1999年、NHK）
- 晴れ着ここ一番（2000年、NHK）
- 連続テレビ小説 ほんまもん（2001年、NHK）
- やんパパ（2002年、TBS）
- 老いてこそなお（2003年、NHK）
- ねばる女（2004年、NHK）
- DRAMA COMPLEX 松本清張スペシャル・共犯者（2006年、日本テレビ）
- トリプル・キッチン（2006年、TBS）
- 地獄の沙汰もヨメ次第（2007年、TBS）
- ロング・ウェディングロード!〜東京VS大阪ワケアリ婚物語（2007年、TBS）
- 特上カバチ!!（2010年、TBS）
- SPEC〜警視庁公安部公安第五課 未詳事件特別対策係事件簿〜シリーズ（TBS）
  - SPEC〜警視庁公安部公安第五課 未詳事件特別対策係事件簿〜（2010年）
  - SPEC〜翔〜（2012年）
  - SPEC〜零〜（2013年）
- 本日は大安なり（2012年、NHK）
- 安堂ロイド〜A.I. knows LOVE?〜（2013年、TBS）
- 花咲くあした（2014年、NHK BSプレミアム）
- 民王（2015年、テレビ朝日）
  - 民王スペシャル〜新たなる陰謀〜（2016年、テレビ朝日）
  - 民王スピンオフ〜恋する総裁選〜（2016年、テレビ朝日）
- 家政夫のミタゾノ（2016年、テレビ朝日）
- 女囚セブン（2017年、テレビ朝日）
- リーガル・ハート〜いのちの再建弁護士〜（2019年、テレビ東京）
- 妖怪シェアハウス（2020年、テレビ朝日）
  - 妖怪シェアハウス-帰ってきたん怪-（2022年、テレビ朝日）
- 最高のオバハン 中島ハルコ（2021年、東海テレビ）
  - 最高のオバハン 中島ハルコ　第2シリーズ（2022年、東海テレビ）
  - 最高のオバハン中島ハルコ〜マダム・イン・ちょこっとだけバンコク〜（2025年、東海テレビ）
- 定年オヤジ改造計画（2022年、NHK BSプレミアム）
- 相続探偵（2025年、日本テレビ）

### 配信ドラマ
- 民王番外編 秘書貝原と6人の怪しい客（2016年、ビデオパス・テレ朝動画）
- 婚外恋愛に似たもの（2018年、dTV）
- SPECサーガ黎明篇「Knockin'on 冷泉's SPEC Door」〜絶対預言者 冷泉俊明が守りたかった幸福の欠片〜（2021年、Paravi）

### 映画
- ケイゾク/映画 Beautiful Dreamer（2000年、TBS・東宝・角川書店）
- 劇場版 SPEC〜天〜（2012年、「劇場版 SPEC〜天〜」製作委員会）
- 劇場版 SPEC〜結〜 漸ノ篇/爻ノ篇（2013年）
- 妖怪シェアハウス-白馬の王子様じゃないん怪-（2022年）

### 舞台
- 最高のオバハン 中島ハルコ（2023年）

### 著書
- 何てこったい!（1994年、幻冬舎）
- ボヤキ猫ふんだりけったり（1997年、小学館）
- ケイゾク／台本 シーズン壱（2000年、角川書店）
- ジョンQ -最後の決断-（2002年、小学館文庫）
- シナリオ 劇場版SPEC〜天〜（2014年、角川文庫）
- シナリオ SPEC〜零〜（2014年、角川文庫）
- シナリオ 劇場版SPEC〜結〜（2014年。角川文庫）

## 原案
- SICK'S 恕乃抄 〜内閣情報調査室特務事項専従係事件簿〜（2018年、Paravi）[3]
- SPECサーガ黎明篇「サトリの恋」（2018年、Paravi）
- SICK'S 覇乃抄 〜内閣情報調査室特務事項専従係事件簿〜（2019年、Paravi）
- SICK'S 厩乃抄 〜内閣情報調査室特務事項専従係事件簿〜（2019年、Paravi）

## 漫画原作
- 相続探偵（漫画：幾田羊、講談社『イブニング』）
- 天を射る（漫画：飛松良輔、小学館『ビッグコミックスピリッツ』）

## 受賞歴
- 2000年
  - 第20回ザテレビジョンドラマアカデミー賞 脚本賞（『ケイゾク』）[4]
- 2011年
  - 第67回ザテレビジョンドラマアカデミー賞 脚本賞（『SPEC〜警視庁公安部公安第五課 未詳事件特別対策係事件簿〜』）[5]
- 2015年
  - 第1回コンフィデンスアワード・ドラマ賞 脚本賞（『民王』）[6][7]
  - 第86回ザテレビジョンドラマアカデミー賞 脚本賞（『民王』）[8]